# 25 sierpnia
25 sierpnia jest 237. (w latach przestępnych 238.) dniem w kalendarzu gregoriańskim. Do końca roku pozostaje 128 dni.

## Święta
- Imieniny obchodzą: Arediusz, Elwira, Euzebiusz, Gaudencjusz, Gaudenty, Genezjusz, Grzegorz, Hermina, Józef, Julian, Kalasanty, Ludwik, Luiza, Michał, Patrycja, Peregryn, Poncjan, Teodoryk i Wincenty.
- Urugwaj – Święto Niepodległości
- Polska – Dzień polskiej żywności (od 2013 roku)[1]
- Wspomnienia i święta w Kościele katolickim[2][3] obchodzą:
  - bł. Aleksander Dordi Negroni (prezbiter i męczennik)
  - bł. Alojzy Bordino
  - św. Ludwik IX (król Francji)
  - św. Józef Kalasanty (prezbiter)
  - św. Patrycja z Neapolu (dziewica)
  - bł. Maria del Transito od Jezusa Sakramentalnego (zakonnica)
  - bł. Maria Troncatti (zakonnica)

## Wydarzenia w Polsce
- 1461 – Wojna trzynastoletnia: ostatnia wyprawa polskiego pospolitego ruszenia przekroczyła przedwojenną granicę zakonu krzyżackiego i skierowała się na Debrzno.
- 1591 – Na redzie portu gdańskiego zatonął statek na pokładzie którego znajdował się m.in. włoski humanista, bibliofil i podróżnik Jan Bernard Bonifacio. W wyniku obrażeń doznanych w czasie katastrofy stracił wzrok i pozostał do śmierci w Gdańsku.
- 1599 – Wydano drukiem Biblię w tłumaczeniu ks. Jakuba Wujka.
- 1656 – Potop szwedzki: dywizja hetmana Stefana Czarnieckiego rozbiła 1500-osobowy oddział szwedzki w bitwie pod Łowiczem.
- 1657 – Potop szwedzki: wojska polsko-niemieckie odbiły po oblężeniu Kraków.
- 1758 – Wojna siedmioletnia: po opanowaniu Prus Wschodnich i rozpoczęciu ofensywy na Brandenburgię armia rosyjska stoczyła ciężką bitwę z Prusakami pod Sarbinowem (Zorndorfem). Rosjanie wycofali się z Wielkopolski.
- 1851 – Rozpoczął działalność Zakład Karny Racibórz.
- 1863 – Powstanie styczniowe: zwycięstwo Rosjan w bitwie pod Żelazną.
- 1888 – Adam Chmielowski założył w Krakowie Zgromadzenie Albertynów.
- 1912 – Z inicjatywy Józefa Piłsudskiego w Zakopanem została powołana organizacja niepodległościowa Polski Skarb Wojskowy.
- 1914 – I wojna światowa: zwycięstwo wojsk austro-węgierskich nad rosyjskimi w trzydniowej bitwie pod Kraśnikiem; początek bitwy pod Komarowem.
- 1917 – Tymczasowa Rada Stanu podała się do dymisji.
- 1920:
  - Na rozkaz polskiego dowództwa zakończono II powstanie śląskie. Powołano mieszaną Policję Plebiscytową.
  - Wojna polsko-bolszewicka: zakończyła się Bitwa Warszawska.
  - Wojska litewskie zajęły Wilno.
- 1930 – Utworzono drugi rząd Józefa Piłsudskiego.
- 1935 – Premiera filmu młodzieżowego Dzień wielkiej przygody w reżyserii Józefa Lejtesa.
- 1937 – Został zdławiony strajk chłopski. Tego dnia w Majele Sieniawskim na Podkarpaciu w starciach z policją zginęło 15 chłopów.
- 1939 – Do Gdańska pod pretekstem kurtuazyjnej wizyty przypłynął niemiecki szkolny okręt liniowy „Schleswig-Holstein”.
- 1941:
  - Do kwatery głównej Adolfa Hitlera w Wilczym Szańcu koło Kętrzyna przybył ze swą pierwszą wizytą Benito Mussolini.
  - W lesie łopuchowskim na Białostoczczyźnie Niemcy zamordowali 2,5 tys. Żydów z pobliskiego Tykocina i okolic.
- 1942:
  - Podczas likwidacji getta w Bereźnem na Wołyniu oddziały niemieckie i ukraińskie rozstrzelały 3680 Żydów.
  - We wsi Proszówki Niemcy rozstrzelali około 500 Żydów z getta w Bochni.
  - W Makowie Podhalańskim Niemcy rozstrzelali 72 osoby.
- 1944 – 25. dzień powstania warszawskiego: walki o Polską Wytwórnię Papierów Wartościowych. W ostrzelanej Kamienicy Łyszkiewicza podczas odprawy sztabu zginęło pięciu dowódców Armii Ludowej.
- 1946 – Powstał Polski Związek Głuchych.
- 1948 – We Wrocławiu rozpoczął się Światowy Kongres Intelektualistów w Obronie Pokoju.
- 1951 – Została uruchomiona latarnia morska w Krynicy Morskiej.
- 1956 – 30 górników zginęło w pożarze w KWK „Chorzów”.
- 1961 – Rozpoczął się I Międzynarodowy Festiwal Piosenki w Sopocie.
- 1983 – W Stoczni Gdańskiej odbyło się spotkanie wicepremiera Mieczysława Rakowskiego z pracownikami, wśród których był Lech Wałęsa.
- 1985 – W Chorzowie i Poznaniu zakończyły się międzynarodowe kongresy Świadków Jehowy.
- 1986 – Wojciech Łazarek został selekcjonerem piłkarskiej reprezentacji Polski.
- 1989 – Premiera filmu Stan wewnętrzny w reżyserii Krzysztofa Tchórzewskiego.
- 1993 – Zakończyła się dwudniowa wizyta prezydenta Rosji Borysa Jelcyna.
- 1994 – Pod Piasecznem spadł meteoryt Baszkówka.
- 2000:
  - Padł pierwszy klaps na planie serialu M jak miłość.
  - Premiera filmu Duże zwierzę w reżyserii Jerzego Stuhra.

## Wydarzenia na świecie

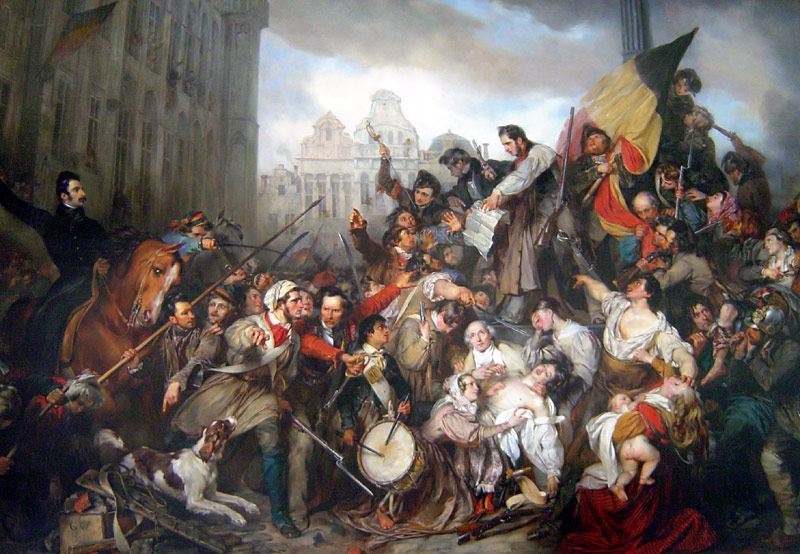
Rewolucja belgijska (1830) na obrazie Gustaafa Wappersa Epizod z belgijskiej rewolucji 1830

- 521 p.n.e. – W Babilonie wybuchł bunt przeciwko królowi Persji Dariuszowi I Wielkiemu. Araka, syn Haldity, ogłosił się królem Babilonii jako Nabuchodonozor IV.
- 383 – Cesarz rzymski Gracjan został schwytany i zamordowany pod Lugdunum (Lyonem) przez żołnierzy Magnusa Maksymusa.
- 450 – Marcjan został cesarzem wschodniorzymskim.
- 458 – W Indiach został ogłoszony traktat Lokavibhaaga, w którym pojawił się współczesny symbol liczby 0.
- 608 – Bonifacy IV został wybrany na papieża.
- 1248 – Ommen w Holandii uzyskało prawa miejskie.
- 1270 – Filip III Śmiały został królem Francji.
- 1466 – Książę Burgundii Karol Zuchwały, po zdobyciu walońskiego miasta Dinant, w odwecie za lżenie jego matki nakazał zabicie wszystkich mieszkańców.
- 1499 – III wojna wenecko-turecka: zwycięstwo floty tureckiej w bitwie koło wyspy Sapienza.
- 1536 – Papież Paweł III zatwierdził bullą Exponi vobis pierwsze konstytucje zakonu kapucynów.
- 1580 – Zwycięstwo wojsk hiszpańskich nad portugalskimi w bitwie pod Alkantarą.
- 1609 – Galileusz zademonstrował Wenecjanom swój pierwszy teleskop.
- 1620 – Książę siedmiogrodzki Gábor Bethlen został wybrany na króla Węgier, jednak do koronacji nie doszło.
- 1651 – Angielska wojna domowa: klęska Rojalistów w bitwie pod Wigan Lane.
- 1654 – Wojna francusko-hiszpańska: zwycięstwo wojsk francuskich w bitwie pod Arras.
- 1699 – Fryderyk IV Oldenburg został królem Danii i Norwegii.
- 1702 – Wojna o sukcesję hiszpańską: zakończyła się nierozstrzygnięta francusko-angielska bitwa morska pod Santa Marta u wybrzeży Kolumbii (19-25 sierpnia).
- 1718 – Założono Nowy Orlean w Luizjanie.
- 1754 – Poświęcono katedrę w Padwie.
- 1768 – Kapitan James Cook wypłynął z Anglii na okręcie „Endeavour” w swój pierwszy rejs dookoła świata.
- 1770 – Pinhel w Portugalii uzyskało prawa miejskie.
- 1789 – Uchwalono 10 pierwszych poprawek do Konstytucji Stanów Zjednoczonych.
- 1807 – Został ustanowiony Order Ludwika, najwyższe odznaczenie Wielkiego Księstwa Hesji.
- 1809 – Wojna fińska: decydujące zwycięstwo wojsk rosyjskich nad szwedzkimi w bitwie pod Piteå.
- 1825 – Urugwaj proklamował niepodległość (od Brazylii).
- 1830 – Wybuchło powstanie belgijskie przeciwko Królestwu Niderlandów.
- 1835 – Dziennik „New York Sun” rozpoczął publikację artykułów o rzekomym odkryciu życia na Księżycu.
- 1839 – Rozpadła się Konfederacja Peruwiańsko-Boliwijska.
- 1859 – Przywódca powstania kaukaskich górali Imam Szamil został schwytany przez wojska rosyjskie.
- 1865 – Niemiecki astronom Robert Luther odkrył planetoidę (84) Klio.
- 1875 – Kapitan Matthew Webb po raz pierwszy w historii przebył wpław kanał La Manche.
- 1894 – Japoński lekarz Shibasaburō Kitasato odkrył wywołującą dżumę bakterię Pasteurella pestis.
- 1896 – Chalid ibn Barghasz został sułtanem Zanzibaru.
- 1898 – Około 700 greckich cywilów, 17 brytyjskich strażników i brytyjski konsul zostało zamordowanych w Heraklionie na Krecie przez turecki motłoch.
- 1903 – Został utworzony Sąd Najwyższy Australii.
- 1911 – 28 osób zginęło, a 74 zostały ranne w wyniku wykolejenia dwóch wagonów pociągu pasażerskiego w Manchesterze w stanie Nowy Jork.
- 1912 – W Chinach założono Partię Narodową Kuomintang.
- 1913 – 29-letni Żyd Leo Frank, były kierownik fabryki ołówków w Atlancie, został skazany na karę śmierci za zgwałcenie i uduszenie 13-letniej pracowniczki Mary Phagan 26 kwietnia tego roku. Wyrok został później zamieniony na dożywocie przez gubernatora Georgii, jednak w 1915 roku Frank został uprowadzony z więzienia przez grupę uzbrojonych mężczyzn i zlinczowany w mieście Marietta, skąd pochodziła ofiara.
- 1916 – W USA utworzono Służbę Parków Narodowych.
- 1917 – I wojna światowa: zwycięstwem wojsk alianckich zakończyła się dziesięciodniowa bitwa o wzgórze 70 koło francuskiego Lens.
- 1919:
  - Brytyjska firma Aircraft Transport and Travel uruchomiła pierwsze na świecie regularne, międzynarodowe połączenie lotnicze (między Londynem a Paryżem).
  - Obywatele Peru zatwierdzili w referendum nową konstytucję.
  - Litewskie Siły Zbrojne ostatecznie wypędziły z kraju Armię Czerwoną wyzwalając ostatni punkt oporu bolszewików – Jeziorosy.
- 1921 – W Berlinie podpisano odrębny amerykańsko-niemiecki traktat pokojowy.
- 1925 – Weszła w życie Konwencja Kłajpedzka.
- 1931 – Powódź w Chinach: w prowincji Jiangsu wezbrane wody Wielkiego Kanału przerwały wały w pobliżu jeziora Gaoyou, wskutek czego śmierć poniosło 200 tys. osób.
- 1933:
  - Przedstawiciele Agencji Żydowskiej i Niemieckiej Federacji Syjonistycznej zawarli porozumienie z niemieckim ministrem finansów, na mocy którego naziści zgodzili się nie utrudniać żydowskiej emigracji z III Rzeszy, w zamian za transfer kapitału w postaci niemieckich towarów (w latach 1933–39 przetransferowano do Niemiec ogółem 40 419 000 dolarów, które umożliwiły ucieczkę 60 tys. Żydów niemieckich).
  - Trzęsienie ziemi w chińskiej prowincji Syczuan zabiło 9 tys. osób.
- 1934 – Szwed Harald Andersson ustanowił podczas zawodów w Oslo rekord świata w rzucie dyskiem (52,42 m).
- 1937 – Dokonano oblotu radzieckiego samolotu szturmowego Su-2.
- 1939:
  - W Londynie podpisano polsko-brytyjski układ sojuszniczy.
  - W przeprowadzonym przez IRA zamachu bombowym w centrum Coventry zginęło 5 osób, a 70 zostało rannych.
- 1940:
  - Bitwa o Anglię: na rozkaz premiera Winstona Churchilla, w odwecie za zbombardowanie poprzedniej nocy londyńskiej dzielnicy mieszkaniowej East End, bombowce RAF dokonały nocnego, pierwszego w czasie wojny nalotu na Berlin.
  - Niemcy zniszczyli pomnik Rozstrzelanych z Lille, poświęcony pięciu członkom konspiracji antyniemieckiej, schwytanych i rozstrzelanych w czasie I wojny światowej.
- 1941:
  - Front wschodni: wojska niemieckie zdobyły Dniepropetrowsk.
  - Rozpoczęła się brytyjsko-radziecka interwencja w Iranie, który był miejscem silnej infiltracji wywiadu niemieckiego.
- 1942:
  - Na stoku góry Morven w Szkocji rozbiła się lecąca na Islandię łódź latająca Short Sunderland, w wyniku czego zginęło 13 osób (w tym książę Kentu Jerzy), a jedna została ranna.
  - Wojna na Pacyfiku: rozpoczęła się bitwa w Zatoce Milne’a (Papua-Nowa Gwinea); zwycięstwo aliantów w bitwie koło wschodnich Wysp Salomona.
- 1943 – Wojna na Pacyfiku: zwycięstwo aliantów w bitwie o Nową Georgię (Wyspy Salomona).
- 1944:
  - Front zachodni: został wyzwolony Paryż.
  - Niemieccy żołnierze dokonali masakry 124 mieszkańców miejscowości Maillé w środkowej Francji.
  - Niemieckie okręty podwodne U-18 i U-24 zostały samozatopione kolo rumuńskiej Konstancy, a U-178 koło francuskiego Bordeaux.
  - Rumunia wypowiedziała wojnę Niemcom.
- 1945 – Operacja kwantuńska: Armia Czerwona zdobyła Toyoharę (obecnie Jużnosachalińsk), stolicę prefektury Karafuto, należącej od 1905 do Japonii południowej części Sachalinu.
- 1959 – W USA ustanowiono Narodowy Medal Nauki.
- 1960:
  - Amerykański atomowy okręt podwodny USS „Seadragon“ dopłynął do Bieguna Północnego.
  - W Rzymie rozpoczęły się XVII Letnie Igrzyska Olimpijskie.
- 1961 – Prezydent Brazylii Jânio Quadros ustąpił ze stanowiska.
- 1962 – Nieudana próba wystrzelenia radzieckiej sondy Wenus Wenera 2MW-1 No. 3.
- 1967 – W hrabstwie Arlington w stanie Wirginia został zastrzelony lider Amerykańskiej Partii Nazistowskiej George Lincoln Rockwell.
- 1968 – Na placu Czerwonym w Moskwie odbyła się kilkuosobowa demonstracja radzieckich dysydentów przeciwko interwencji wojsk państw Układu Warszawskiego w Czechosłowacji.
- 1971 – Władze radzieckie podjęły decyzję o likwidacji Cmentarza Orląt Lwowskich.
- 1972 – W Grecji wykonano ostatni wyrok śmierci za morderstwo.
- 1975:
  - Mainza Chona został premierem Zambii.
  - Ukazał się album Bruce’a Springsteena Born to Run.
- 1978 – Po śmierci papieża Pawła VI w kaplicy Sykstyńskiej w Watykanie zebrało się konklawe.
- 1980 – Zimbabwe zostało członkiem ONZ.
- 1988 – Spłonęło zabytkowe centrum Lizbony.
- 1989 – 54 osoby zginęły w katastrofie pakistańskiego samolotu Fokker F27 lecącego z Gilgitu do Islamabadu.
- 1991:
  - Białoruska Rada Najwyższa proklamowała niepodległość Białorusi (od ZSRR).
  - Niemiec Michael Schumacher zadebiutował w wyścigu Formuły 1 na torze Circuit de Spa-Francorchamps w Belgii.
  - Wojna w Chorwacji: rozpoczęła się bitwa o Vukovar.
- 1995:
  - Dokonano oblotu Airbusa A319.
  - Premiera filmu Desperado w reżyserii Roberta Rodrigueza.
- 1997 – Były działacz państwowy NRD Egon Krenz został uznany winnym śmierci osób zastrzelonych podczas ucieczki do Niemiec Zachodnich i skazany na karę 6 lat i 6 miesięcy pozbawienia wolności.
- 1999 – Premiera filmu Dziewiąte wrota w reżyserii Romana Polańskiego.
- 2001 – W katastrofie lotniczej na Bahamach zginęło 8 osób, w tym amerykańska piosenkarka i aktorka Aaliyah.
- 2003:
  - Indianie Tli Cho podpisali układ z rządem Kanady w kwestii należącego się im terytorium.
  - Paul Kagame po raz drugi wygrał wybory prezydenckie w Rwandzie.
  - W wyniku wybuchów dwóch samochodów-pułapek w Bombaju zginęły 52 osoby, a ok. 300 zostało rannych.
- 2004 – Mark Thatcher, syn byłej premier Wielkiej Brytanii Margaret Thatcher, został aresztowany w Kapsztadzie w Południowej Afryce pod zarzutem współudziału w przygotowaniu zamachu stanu w Gwinei Równikowej.
- 2006 – Spłonął wpisany na Listę Światowego Dziedzictwa UNESCO sobór św. Trójcy w Petersburgu.
- 2007 – W zamachach bombowych w Hajdarabadzie, stolicy indyjskiego stanu Andhra Pradesh, zginęły co najmniej 43 osoby, a ponad 80 zostało rannych.
- 2008 – Prezydent Manuel Zelaya podpisał porozumienie o przystąpieniu Hondurasu do ALBA (Boliwariańskiej Alternatywy dla Ameryki).
- 2009:
  - Po ponad stu latach Amerykanin Charles Burnett III poprawił w bazie lotniczej Edwards rekord prędkości dla pojazdu napędzanego parą (224 km/h).
  - W samobójczym zamachu bombowym w afgańskim Kandaharze zginęły 43 osoby, a 65 zostało rannych.
- 2010:
  - 20 osób zginęło, a jedna została ranna w katastrofie samolotu Let L-410 Turbolet linii Filair w Bandundu w Demokratycznej Republice Konga.
  - Danny Philip został premierem Wysp Salomona.
- 2014:
  - Prezydent Ukrainy Petro Poroszenko rozwiązał Radę Najwyższą i zarządził przedterminowe wybory na 26 października.
  - Umar al-Hasi został powołany na urząd premiera Libii przez Powszechny Kongres Narodowy, nieuznawany na arenie międzynarodowej islamistyczny parlament.
- 2018 – W katastrofie autokaru turystycznego koło Swoge na zachodzie Bułgarii zginęło 17 osób, a 21 zostało rannych (z czego 3 zmarły później w szpitalu).
- 2020 – W Moskwie zlikwidowano system trolejbusowy.
- 2022 – Na polecenie władz białoruskich zniszczono cmentarz żołnierzy AK w Surkontach.

## Eksploracja kosmosu
- 1962 – Została wystrzelona sonda wenusjańska Sputnik 19. Z powodu awarii rakiety pozostała na orbicie okołoziemskiej.
- 1989 – Amerykańska sonda kosmiczna Voyager 2 zbliżyła się do Neptuna.
- 1997 – NASA wystrzeliła sondę ACE przeznaczoną do badania wiatru słonecznego.
- 2003 – Z przylądka Canaveral na Florydzie wystrzelono w celu umieszczenia na orbicie okołosłonecznej zbudowany przez NASA Kosmiczny Teleskop Spitzera, przeznaczony do obserwacji kosmosu w zakresie promieniowania podczerwonego.
- 2009 – Wystrzelono pierwszą południowokoreańską rakietę kosmiczną Naro-1.

## Urodzili się
- 1451 – (między 25 sierpnia a 31 października) Krzysztof Kolumb, włoski żeglarz, odkrywca w służbie hiszpańskiej (zm. 1506)
- 1452 – Bernardo Bellincioni, włoski poeta (zm. 1492)
- 1491 – Innocenzo Cibo, włoski duchowny katolicki, arcybiskup Genui, kardynał (zm. 1550)
- 1509 – Ippolito d’Este, włoski kardynał (zm. 1572)
- 1528 – Luis de Zúñiga y Requesens, hiszpański wojskowy, dyplomata, polityk (zm. 1572)
- 1530 – Iwan IV Groźny, wielki książę moskiewski, car Rosji (zm. 1584)
- 1540 – Katarzyna Grey, angielska arystokratka (zm. 1568)
- 1561 – Philippus Lansbergen, niderlandzki astronom, matematyk, lekarz, teolog (zm. 1632)
- 1563 – Thomas Fritsch, niemiecki kompozytor (zm. 1620)
- 1573 – Elżbieta, księżniczka duńska, księżna Brunszwiku-Wolfenbüttel (zm. 1626)
- 1585 – Giovanni Biliverti, włoski malarz (zm. 1644)
- 1609 – Giovanni Battista Salvi, włoski malarz (zm. 1685)
- 1620 – István Gyöngyösi, węgierski poeta (zm. 1704)
- 1623 – Filippo Lauri, włoski malarz (zm. 1694)
- 1624 – François de Lachaise, francuski jezuita (zm. 1709)
- 1628 – Tetsugyū Dōki, japoński mistrz zen (zm. 1700)
- 1694 – Teodor I Neuhoff, niemiecki wojskowy, dyplomata, król Korsyki (zm. 1756)
- 1707 – Ludwik I Burbon, król Hiszpanii (zm. 1724)
- 1719 – Charles-Amédée-Philippe van Loo, francuski malarz (zm. 1795)
- 1724 – George Stubbs, brytyjski malarz (zm. 1806)
- 1730 – Franciszek Ksawery Wettyn, polski królewicz, saski polityk (zm. 1806)
- 1737 – Jacek Małachowski, polski hrabia, polityk (zm. 1821)
- 1744 – Johann Gottfried Herder, niemiecki filozof, pisarz (zm. 1803)
- 1753 – Anton August Heinrich Lichtenstein, niemiecki zoolog (zm. 1816)
- 1757 – Carl Friedrich Leopold von Gerlach, niemiecki prawnik, polityk, nadburmistrz Berlina (zm. 1813)
- 1758 – Franz Teyber, austriacki organista, kompozytor, kapelmistrz (zm. 1810)
- 1767 – Louis de Saint-Just, francuski polityk, przywódca rewolucji francuskiej (zm. 1794)
- 1773 – Ludwik Bogusławski, polski generał brygady, uczestnik powstania listopadowego (zm. 1840)
- 1785 – Adam Wilhelm Moltke, duński hrabia, polityk, premier Danii (zm. 1864)
- 1786 – Ludwik I Wittelsbach, król Bawarii (zm. 1868)
- 1791 – Christian von Bunsen, niemiecki naukowiec, dyplomata (zm. 1860)
- 1796 – James Lick, amerykański stolarz, budowniczy fortepianów, inwestor, milioner, filantrop (zm. 1876)
- 1797 – Ludwika Róża Ossolińska, polska pisarka, poetka, filantropka (zm. 1850)
- 1815 – Frederick George Waterhouse, brytyjski zoolog, entomolog (zm. 1898)
- 1817 – Alfred Francis Russell, liberyjski polityk, prezydent Liberii (zm. 1884)
- 1818 – Thomas Francis Wade, brytyjski sinolog, dyplomata (zm. 1895)
- 1819 – Allan Pinkerton, amerykański prywatny detektyw (zm. 1884)
- 1822 – Gardiner Greene Hubbard, amerykański prawnik, finansista, filantrop (zm. 1897)
- 1826 – Hector-Louis Langevin, kanadyjski polityk (zm. 1906)
- 1833 – Izrael Poznański, polski przemysłowiec pochodzenia żydowskiego (zm. 1900)
- 1836:
  - Aleksander Flatau, polski kupiec, filantrop pochodzenia żydowskiego (zm. 1902)
  - Bret Harte, amerykański pisarz, dziennikarz (zm. 1902)
  - Ludwik Michalski, polsko-szwajcarski przedsiębiorca, uczestnik powstania styczniowego (zm. 1888)
- 1837:
  - Jarosław Herse, polski adwokat, burmistrz Poznania (zm. 1909)
  - Jacob Maris, holenderski malarz, grafik, litograf (zm. 1899)
- 1839 – Józef Maksymilian Lubomirski, polsko-francuski pisarz (zm. 1911)
- 1841 – Emil Theodor Kocher, szwajcarski lekarz, chirurg, laureat Nagrody Nobla (zm. 1917)
- 1842 – Édouard Louis Trouessart, francuski zoolog, muzealnik, pedagog (zm. 1927)
- 1843 – Jean Allemane, francuski działacz socjalistyczny, polityk (zm. 1935)
- 1845:
  - Juan Bautista Egusquiza, paragwajski polityk, prezydent Paragwaju (zm. 1902)
  - Ludwik II Wittelsbach, król Bawarii (zm. 1886)
- 1850 – Pawieł Akselrod, rosyjski polityk, działacz mienszewicki (zm. 1928)
- 1851 – Aleksander, książę Holandii (zm. 1884)
- 1852 – Karol Egon IV Fürstenberg, niemiecki książę, urzędnik (zm. 1896)
- 1855:
  - Russell Cunningham, amerykański lekarz, polityk (zm. 1921)
  - Patrick Glynn, australijski prawnik, polityk pochodzenia irlandzkiego (zm. 1931)
- 1862 – Louis Barthou, francuski polityk, premier Francji (zm. 1934)
- 1865:
  - Arthur Hinsley, brytyjski duchowny katolicki, arcybiskup Westminsteru, prymas Wielkiej Brytanii i Walii (zm. 1943)
  - Carl August Kronlund, szwedzki curler (zm. 1937)
- 1867 – Theodor Krummacher, ewangelicki proboszcz i teolog niemieckiego pochodzenia (zm. 1945)
- 1871 – Nils Edén, szwedzki historyk, polityk (zm. 1945)
- 1873 – William Pett, brytyjski kolarz szosowy i torowy (zm. 1954)
- 1874 – Ludwik Gdyk, polski polityk, wicemarszałek Sejmu RP (zm. 1940)
- 1878 – Stanisław Gołąb, polski prawnik (zm. 1939)
- 1880 – Robert Stolz, austriacki kompozytor, dyrygent (zm. 1975)
- 1881 – Andrzej Ziemięcki, polski dziennikarz. pisarz, dyplomata (zm. 1963)
- 1882 – Seán T. O’Kelly, irlandzki polityk, prezydent Irlandii (zm. 1966)
- 1885 – Georg Wilhelm Pabst, austriacki reżyser i scenarzysta filmowy (zm. 1967)
- 1886 – Helena Sierakowska, polska arystokratka, działaczka społeczna (zm. 1939)
- 1889 – Aslaug Vaa, norweska poetka, dramatopisarka (zm. 1965)
- 1890 – Francesco Giberti, włoski duchowny katolicki, biskup Fidenzy, Sługa Boży (zm. 1952)
- 1891:
  - Gustaw Morcinek, polski pisarz, publicysta, polityk, poseł na Sejm PRL (zm. 1963)
  - Alberto Savinio, włoski pisarz, malarz, kompozytor, scenograf (zm. 1952)
  - Otilio Ulate Blanco, kostarykański dziennikarz, polityk, prezydent Kostaryki (zm. 1973)
  - Wacław Wąsowicz, polski malarz, grafik (zm. 1942)
- 1892 – Stepan Tudor, ukraiński prozaik, poeta, krytyk literacki, działacz społeczno-polityczny (zm. 1941)
- 1893:
  - Oskar von Boenigk niemiecki pilot wojskowy, as myśliwski (zm. 1946)
  - Stefan Orzechowski, polski aktor, reżyser teatralny (zm. 1965)
- 1894:
  - Max Gossner, niemiecki pilot wojskowy, as myśliwski (zm. 1973)
  - Józef Komenda, polski działacz niepodległościowy i oficer (zm. 1940)
  - Willem Ruys, holenderski armator (zm. 1942)
  - Nick Winter, australijski lekkoatleta, trójskoczek (zm. 1955)
- 1895 – Stanisław Sienkiewicz, polski podpułkownik dyplomowany piechoty (zm. 1939)
- 1896 – Ludwik Jabłoński, polski aktor (zm. 1980)
- 1897 – Klara Segałowicz, polska aktorka pochodzenia żydowskiego (zm. 1943)
- 1899:
  - Ludwik Bielaczek, polski pisarz (zm. 1980)
  - Guy Butler, brytyjski lekkoatleta, sprinter, dziennikarz sportowy (zm. 1981)
- 1900:
  - Hans Adolf Krebs, niemiecki biochemik, laureat Nagrody Nobla (zm. 1981)
  - Jan Karczewski, polski pisarz, satyryk, publicysta (zm. 1947)
- 1901:
  - Kjeld Abell, duński dramaturg, reżyser, dekorator teatralny i baletowy (zm. 1961)
  - Michał Gołdys, polski działacz komunistyczny, partyzant (zm. 1967)
- 1902:
  - Richard Pares, brytyjski historyk, wykładowca akademicki (zm. 1958)
  - Stefan Wolpe, amerykański kompozytor, pedagog pochodzenia niemieckiego (zm. 1972)
- 1903:
  - Bertil Carlsson, szwedzki skoczek narciarski (zm. 1953)
  - Arpad Elo, amerykański fizyk, szachista pochodzenia węgierskiego (zm. 1992)
  - Simone Mareuil, francuska aktorka (zm. 1954)
- 1905:
  - Valentine Davies, amerykański scenarzysta filmowy (zm. 1961)
  - Faustyna Kowalska, polska zakonnica, mistyczka, stygmatyczka, wizjonerka, święta (zm. 1938)
  - Władysław Osuchowski, polski prawnik, działacz harcerski i turystyczny (zm. 1970)
  - Iwan Sierow, radziecki generał major, szef KGB i GRU, zbrodniarz stalinowski (zm. 1990)
- 1906:
  - Ernest Beaglehole, nowozelandzki psycholog, etnolog (zm. 1965)
  - Eugen Gerstenmaier, niemiecki polityk, działacz protestancki (zm. 1986)
- 1907 – Gustaw Billewicz, polski major, żołnierz AK, uczestnik powstania warszawskiego (zm. 1944)
- 1908:
  - Alois Vašátko, czeski lotnik, as myśliwski (zm. 1942)
  - Osvaldo Velloso de Barros, brazylijski piłkarz, bramkarz (zm. 1996)
- 1909:
  - Alberto Ghilardi, włoski kolarz torowy (zm. 1971)
  - Zbigniew Skowroński, polski aktor (zm. 1985)
- 1910:
  - Pierre Musy, szwajcarski bobsleista, jeździec, sportowy (zm. 1990)
  - Mieczysław Połeć, polski polityk, poseł na Sejm PRL (zm. 1976)
  - Dorothea Tanning, amerykańska malarka, rzeźbiarka, pisarka (zm. 2012)
- 1911:
  - Vivi-Anne Hultén, szwedzka łyżwiarka figurowa (zm. 2003)
  - Hans Schulze, niemiecki piłkarz wodny, trener (zm. 1992)
  - Võ Nguyên Giáp, wietnamski dowódca wojskowy, generał (zm. 2013)
- 1912:
  - Tadeusz Andrzejewski, polski aktor, tancerz (zm. 1978)
  - Erich Honecker, niemiecki polityk komunistyczny, I sekretarz SED, przewodniczący Rady Państwa NRD (zm. 1994)
- 1913:
  - Don DeFore, amerykański aktor (zm. 1993)
  - Lucien Lippert, belgijski dowódca wojskowy, kolaborant (zm. 1944)
  - Tatjana Masłowa, rosyjska zwyciężczyni konkursów piękności (zm. 1966)
  - Stefan Wójtowicz, polski malarz ludowy (zm. 1998)
- 1914:
  - Dimitrijus Gelpernas, litewski redaktor pochodzenia żydowskiego, przywódca ruchu oporu w kowieńskim getcie (zm. 1998)
  - Ludwik Józef Gomolec, polski filozof, historyk, regionalista, działacz społeczny (zm. 1996)
  - Halina Jasnorzewska, polska aktorka (zm. 1997)
  - Lajos Tóth, węgierski gimnastyk (zm. 1984)
- 1916:
  - Van Johnson, amerykański aktor, tancerz (zm. 2008)
  - Frederick Chapman Robbins, amerykański pediatra, wirusolog, laureat Nagrody Nobla (zm. 2003)
  - Saburō Sakai, japoński pilot wojskowy, as myśliwski (zm. 2000)
- 1917:
  - Bram Charité, holenderski sztangista (zm. 1991)
  - Ion Diaconescu, rumuński inżynier, polityk (zm. 2011)
  - Mel Ferrer, amerykański aktor, reżyser filmowy (zm. 2008)
  - Antoni Kolczyński, polski bokser (zm. 1964)
  - John Leslie Mackie, australijski filozof, wykładowca akademicki (zm. 1981)
  - Wacław Zalewski, polski inżynier budowlany, konstruktor (zm. 2016)
- 1918:
  - Leonard Bernstein, amerykański kompozytor, pianista, dyrygent, popularyzator muzyki pochodzenia żydowskiego (zm. 1990)
  - Elene Gokieli, gruzińska lekkoatletka, sprinterka i płotkarka (zm. 1992)
- 1919:
  - Robert Pagès, francuski psycholog (zm. 2007)
  - Matt Urban, amerykański podpułkownik pochodzenia polskiego (zm. 1995)
  - George Wallace, amerykański polityk (zm. 1998)
- 1920:
  - Tadeusz Garbuliński, polski weterynarz, farmakolog (zm. 2011)
  - Andrzej Potocki, polski działacz katolicki, tłumacz (zm. 1995)
- 1921:
  - Monty Hall, kanadyjski aktor (zm. 2017)
  - Stefan Miecznikowski, polski duchowny katolicki, jezuita, kapelan łódzkiej „Solidarności” (zm. 2004)
  - Brian Moore, amerykański pisarz (zm. 1999)
  - Józef Turbasa, polski krawiec, artysta, żołnierz AK (zm. 2010)
  - Paulos Tzadua, etiopski duchowny katolicki, arcybiskup Addis Abeby, kardynał (zm. 2003)
- 1922:
  - Iwri Gitlis, izraelski skrzypek (zm. 2020)
  - Herman Vanderpoorten, belgijski prawnik, samorządowiec, polityk (zm. 1984)
- 1923:
  - Henryk Dudziński, polski aktor (zm. 1995)
  - Álvaro Mutis, kolumbijski prozaik, poeta, eseista (zm. 2013)
- 1924:
  - Zsuzsa Körmöczy, węgierska tenisistka (zm. 2006)
  - Yasuzo Masumura, japoński reżyser filmowy (zm. 1986)
  - Harlan Smith, amerykański astronom (zm. 1991)
  - Stefan Zielński, polski generał brygady (zm. 1983)
- 1925:
  - Thea Astley, australijska pisarka (zm. 2004)
  - Giacomo Rossi Stuart, włosko-szkocki aktor, scenarzysta filmowy (zm. 1994)
  - Marian Ussorowski, polski realizator filmów dokumentalnych (zm. 2004)
- 1926:
  - Anatolij Golicyn, radziecki major KGB, uciekinier (zm. 2008)
  - Denis McNamara, brytyjski zapaśnik (zm. 2009)
- 1927:
  - René Coicaud, francuski florecista (zm. 2000)
  - Michel Coloni, francuski duchowny katolicki, biskup pomocniczy Paryża, arcybiskup Dijon (zm. 2016)
  - Althea Gibson, amerykańska tenisistka (zm. 2003)
  - Liselott Linsenhoff, niemiecka jeźdźczyni sportowa (zm. 1999)
- 1928 – Herbert Kroemer, niemiecki fizyk, laureat Nagrody Nobla w dziedzinie fizyki (zm. 2024)
- 1929:
  - Amran Halim, indonezyjski językoznawca (zm. 2009)
  - Jerzy Mrzygłód, polski dziennikarz i komentator sportowy (zm. 1995)
  - Michał Radgowski, polski dziennikarz, publicysta (zm. 2013)
  - Pimen (Zainea), rumuński duchowny prawosławny, arcybiskup Suczawy i Radowca (zm. 2020)
- 1930:
  - Sean Connery, brytyjski aktor (zm. 2020)
  - Gieorgij Danelija, rosyjski reżyser filmowy (zm. 2019)
  - Jan Kułakowski, polski prawnik, związkowiec, polityk, dyplomata, eurodeputowany (zm. 2011)
  - Baldur Ragnarsson, islandzki pisarz tworzący w języku esperanto (zm. 2018)
- 1931:
  - Tadeusz Federowski, polski perkusista jazzowy (zm. 2018)
  - Hal Fishman, amerykański dziennikarz pochodzenia żydowskiego (zm. 2007)
  - Lew Lemke, rosyjski aktor (zm. 1996)
  - Irena Lipska-Zworska, polska artystka plastyczka
  - Regis Philbin, amerykański prezenter telewizyjny (zm. 2020)
  - Joanna Zioło, polska nauczycielka
- 1932:
  - Natalja Donczenko, rosyjska łyżwiarka szybka (zm. 2022)
  - Anatolij Kartaszow, radziecki pilot wojskowy, kosmonauta (zm. 2005)
- 1933:
  - Ludwik Biegasik, polski piłkarz ręczny, trener (zm. 2020)
  - István Gaál, węgierski reżyser filmowy (zm. 2007)
  - Rune Gustafsson, szwedzki gitarzysta jazzowy, kompozytor muzyki filmowej (zm. 2012)
  - Wayne Shorter, amerykański saksofonista jazzowy, członek zespołu Weather Report (zm. 2023)
  - Tom Skerritt, amerykański aktor
- 1934:
  - Zilda Arns, brazylijska lekarka pediatra, działaczka humanitarna (zm. 2010)
  - Piotr Lenartowicz, polski jezuita, filozof przyrody, witalista, lekarz, żeglarz (zm. 2012)
  - Ali Akbar Haszemi Rafsandżani, irański polityk, prezydent Iranu (zm. 2017)
  - Roger Romani, francuski urzędnik państwowy, polityk, minister, wiceprzewodniczący Senatu (zm. 2025)
- 1935:
  - José Ramos Delgado, argentyński piłkarz, trener (zm. 2010)
  - Benigno Luigi Papa, włoski duchowny katolicki, biskup Oppido Mamertina-Palmi, arcybiskup Taranto (zm. 2023)
  - Joseph Surasarang, tajski duchowny katolicki, biskup Chiang Mai (zm. 2022)
- 1936:
  - Carolyn G. Hart, amerykańska pisarka
  - Hugh Hudson, brytyjski reżyser, scenarzysta i producent filmowy (zm. 2023)
  - Henryk Wisner, polski historyk
- 1937:
  - Czesław Baran, polski działacz ludowy, polityk, poseł na Sejm PRL (zm. 2021)
  - Zygmunt Reklewski, polski profesor nauk rolniczych
  - Lones Wigger, amerykański strzelec sportowy (zm. 2017)
- 1938:
  - Norbert Berliński, polski inżynier, samorządowiec, prezydent Elbląga (zm. 2011)
  - David Canary, amerykański aktor (zm. 2015)
  - Frederick Forsyth, brytyjski pisarz (zm. 2025)
- 1939:
  - John Badham, amerykański reżyser filmowy
  - Marshall Brickman, amerykański reżyser i scenarzysta filmowy (zm. 2024)
  - Chris Dickerson, amerykański kulturysta (zm. 2021)
- 1940:
  - Guy Gilles, francuski reżyser filmowy (zm. 1996)
  - Norbert Grupe, niemiecki bokser, aktor (zm. 2004)
  - Zhuang Zedong, chiński tenisista stołowy (zm. 2013)
- 1941:
  - Mario Corso, włoski piłkarz, trener (zm. 2020)
  - Angelo Domenghini, włoski piłkarz, trener
  - Ivan Fiala, słowacki wspinacz (zm. 2018)
  - Vincent Landel, francuski duchowny katolicki, arcybiskup Rabatu
  - Andrzej Libik, polski profesor nauk rolniczych
  - Ryszard Łaszewski, polski profesor nauk prawnych
- 1942:
  - Nathan Deal, amerykański polityk, gubernator stanu Georgia
  - Howard Jacobson, brytyjski pisarz, felietonista, krytyk literacki
  - Margarita Tieriechowa, rosyjska aktorka
- 1943:
  - Michael Denton, brytyjsko-australijski biochemik, pisarz
  - Niles Eldredge, amerykański paleontolog, ewolucjonista
  - Harry Manfredini, amerykański kompozytor pochodzenia włoskiego
  - Adriana Poli Bortone, włoska polityk, eurodeputowana
- 1944:
  - Vincenzo Silvano Casulli, włoski astronom (zm. 2018)
  - Anthony Heald, amerykański aktor
  - Pat Martino, amerykański gitarzysta i kompozytor jazzowy (zm. 2021)
  - Siergiej Sołowjow, rosyjski reżyser i scenarzysta filmowy (zm. 2021)
  - José Urruzmendi, urugwajski piłkarz
- 1945:
  - Andrzej Haliński, polski architekt, scenograf
  - Jan Kazimierz Siwek, polski satyryk, poeta, bajkopisarz
- 1946:
  - Rollie Fingers, amerykański baseballista
  - Wojciech Kolańczyk, polski prawnik, przedsiębiorca, dyplomata
  - Larry LaRocco, amerykański polityk pochodzenia włoskiego
- 1947:
  - Anne Archer, amerykańska aktorka
  - Filip Bajon, polski scenarzysta, reżyser filmowy i teatralny, pisarz
  - Stanisław Bartoszek, polski prawnik, polityk, poseł na Sejm RP (zm. 2015)
  - Lech Łotocki, polski aktor
  - Urszula Szubzda, polska lekkoatletka, sprinterka
  - Rinaldo Talamonti, włoski aktor, scenarzysta i producent filmowy i telewizyjny
  - Keith Tippett, brytyjski pianista jazzowy, kompozytor (zm. 2020)
- 1948 – Helga Zepp-LaRouche, niemiecka polityk
- 1949:
  - Martin Amis, brytyjski pisarz, nauczyciel akademicki (zm. 2023)
  - Diómedes Espinal de León, dominikański duchowny katolicki, biskup Mao-Monte Cristi
  - John Savage, amerykański aktor
  - Gene Simmons, amerykański basista, wokalista, członek zespołu Kiss
  - Leszek Żuliński, polski poeta, krytyk literacki, tłumacz
- 1950:
  - Marian Bublewicz, polski kierowca rajdowy i wyścigowy (zm. 1993)
  - Brendan Donnelly, brytyjski polityk
- 1951:
  - Krystyna Cencek, polska działaczka związkowa, polityk, poseł na Sejm RP
  - Piotr Cywiński, polski dziennikarz
  - Grażyna Długołęcka, polska aktorka
  - Rino Fisichella, włoski duchowny katolicki, arcybiskup
  - Rob Halford, brytyjski wokalista, członek zespołu Judas Priest
- 1952:
  - Gurban Berdiýew, turkmeński piłkarz, trener
  - Geoff Downes, brytyjski muzyk, członek zespołów: The Buggles, Yes i Asia
  - Joachim Griese, niemiecki żeglarz sportowy (zm. 2024)
  - Heinrich Timmerevers, niemiecki duchowny katolicki, biskup Drezna-Miśni
- 1953:
  - Uładzimir Arłou, białoruski poeta, historyk
  - Stefan Kawalec, polski ekonomista, polityk
  - Maurizio Malvestiti, włoski duchowny katolicki, biskup Lodi
  - Bożentyna Pałka-Koruba, polska socjolog, polityk, wojewoda świętokrzyski
  - Hans Christian Schmidt, duński polityk
  - Przemysław Sokólski, polski tancerz, choreograf (zm. 1983)
  - Teburoro Tito, kiribatyjski polityk, prezydent Kiribati
- 1954:
  - Elvis Costello, brytyjski piosenkarz
  - Gilbert Duclos-Lassalle, francuski kolarz szosowy
  - Józef Szczepańczyk, polski polityk, poseł na Sejm RP
- 1955:
  - Earl Bell, amerykański lekkoatleta, tyczkarz
  - Simon R. Green, brytyjski pisarz science fiction i fantasy
  - Gerd Müller, niemiecki polityk
- 1956:
  - Augustine Akubeze, nigeryjski duchowny katolicki, arcybiskup Beninu
  - Paulo Autuori, brazylijski trener piłkarski
  - Irina Baskakowa, rosyjska lekkoatletka, sprinterka
  - Zdobysław Milewski, polski polityk, poseł na Sejm RP, rzecznik prasowy rządu
  - Takeshi Okada, japoński piłkarz, trener
  - Elżbieta Rabsztyn, polska lekkoatletka, płotkarka
  - Henri Toivonen, fiński kierowca rajdowy (zm. 1986)
- 1957:
  - Christer Björkman, szwedzki piosenkarz, producent telewizyjny
  - Lizardo Garrido, chilijski piłkarz
  - Luís Marques Guedes, portugalski prawnik, polityk
  - Bogdan Merkel, polski zapaśnik (zm. 2025)
  - Simon McBurney, brytyjski aktor, reżyser teatralny
  - Grzegorz Skrzecz, polski bokser, aktor (zm. 2023)
  - Paweł Skrzecz, polski bokser
  - Krzysztof Załęski, polski generał dywizji
- 1958:
  - Tim Burton, amerykański reżyser, scenarzysta i producent filmowy
  - Marcin Gugulski, polski dziennikarz, publicysta, polityk, rzecznik prasowy rządu
  - Petyr Iwanow, bułgarski zapaśnik
  - Stanisław Jaskułka, polski lekkoatleta, skoczek w dal
  - Christian LeBlanc, amerykański aktor
  - Enrico Rossi, włoski samorządowiec, polityk, prezydent Toskanii
- 1959:
  - Michał Batory, polski plakacista
  - Franco Chioccioli, włoski kolarz szosowy
  - Włodzimierz Ławniczak, polski dziennikarz (zm. 2011)
  - Andrzej Markowski, polski architekt (zm. 2019)
  - Sönke Wortmann, niemiecki reżyser i producent filmowy
- 1960:
  - Lee Archambault, amerykański pilot wojskowy, inżynier, astronauta
  - Bujandelgerijn Bold, mongolski zapaśnik
  - Susan Brooks, amerykańska polityk, kongreswoman
  - Jonas Gahr Støre, norweski polityk
  - Josué Teixeira, brazylijski trener piłkarski
  - Grzegorz Wojciechowski, polski rolnik, samorządowiec, polityk, senator RP
- 1961:
  - Oleg Bożjew, rosyjski łyżwiarz szybki
  - Francisco Conesa Ferrer, hiszpański duchowny katolicki, biskup Minorki
  - Billy Ray Cyrus, amerykański piosenkarz country, aktor
  - Urs Fehlmann, szwajcarski bobsleista
  - Carlos Muñoz Cobo, hiszpański piłkarz, trener
  - Mirosław Olędzki, polski pisarz, teoretyk literatury
  - Tuija Vuoksiala, fińska biathlonistka
  - Ally Walker, amerykańska aktorka
  - Joanne Whalley, brytyjska aktorka
- 1962:
  - Theresa Andrews, amerykańska pływaczka
  - Māris Bružiks, łotewski lekkoatleta, trójskoczek
  - Vivian Campbell, irlandzki gitarzysta, członek zespołu Def Leppard
  - Karol Jabłoński, polski żeglarz, sternik jachtowy, skiper, żeglarz lodowy
  - Norka Latamblet, kubańska siatkarka
  - Taslima Nasrin, bengalska lekarka, pisarka, feministka, działaczka na rzecz praw człowieka
  - Jörg Puttlitz, niemiecki wioślarz
  - Michael Zorc, niemiecki piłkarz, menedżer
- 1963:
  - Miro Cerar, słoweński prawnik, polityk, premier Słowenii
  - Mirosław Jędras, polski lekarz, muzyk, wokalista, lider zespołu Zacier
  - Ævar Örn Jósepsson, islandzki pisarz
  - Roberto Mussi, włoski piłkarz
  - Andrzej Nowakowski, polski reżyser, scenarzysta i producent teatralny, filmowy i telewizyjny
  - Shock G, amerykański raper (zm. 2021)
- 1964:
  - Careca Bianchezi, brazylijski piłkarz
  - Mikael Blixt, szwedzki żużlowiec
  - Eduard Fernández, hiszpański aktor
  - Dariusz Garstka, polski koszykarz
  - Wasilios Kotronias, grecki szachista
  - Maksim Koncewicz, rosyjski matematyk
  - Bożena Kotkowska, polska działaczka związkowa, polityk, poseł na Sejm RP
  - Andrzej Potocki, polski filozof, polityk, poseł na Sejm RP (zm. 2025)
  - Blair Underwood, amerykański aktor
- 1965:
  - İsmail Faikoğlu, turecki zapaśnik
  - Andrew Feustel, amerykański geofizyk, astronauta
  - Luís Miguel Muñoz Cárdaba, hiszpański duchowny katolicki, arcybiskup, nuncjusz apostolski
  - Jacek Piorunek, polski prawnik, samorządowiec, członek zarządu województwa podlaskiego
  - David Taylor, walijski piłkarz
  - Mia Zapata, amerykańska wokalistka, autorka tekstów, członkini zespołu The Gits (zm. 1993)
- 1966:
  - Christine Aaftink, holenderska łyżwiarka szybka
  - Agostino Abbagnale, włoski wioślarz
  - Robert Maschio, amerykański aktor
  - Alexandra Pavelková, słowacka pisarka
  - Wiktor Ryżenkow, uzbecki lekkoatleta, tyczkarz
  - Derek Sherinian, amerykański muzyk, kompozytor, producent muzyczny, członek zespołów Kiss i Dream Theater
- 1967:
  - Xiomara Guevara, wenezuelska zapaśniczka
  - Tom Hollander, brytyjski aktor
  - Mireya Luis, kubańska siatkarka
  - Antoni (Pakanycz), ukraiński duchowny prawosławny, biskup
  - Giovanni Perricelli, włoski lekkoatleta, chodziarz
  - Thomas Zander, niemiecki zapaśnik
- 1968:
  - David Alan Basche, amerykański aktor
  - Raz Degan, izraelski aktor, reżyser, model
  - Magdalena Gnatowska, polska aktorka, reżyserka dubbingu
  - Stuart Murdoch, szkocki muzyk, członek zespołu Belle and Sebastian
- 1969:
  - Ali Dahleb, algierski piłkarz
  - Francesca Donato, włoska prawnik, polityk
  - Piotr Gociek, polski dziennikarz, pisarz science fiction
  - Cameron Mathison, kanadyjski aktor
- 1970:
  - Robert Horry, amerykański koszykarz
  - Aaron Jeffery, australijski aktor pochodzenia nowozelandzkiego
  - Ireneusz Konior, polski grafik, ilustrator, autor komiksów
  - Claudia Schiffer, niemiecka modelka
  - Marijan Todorow, bułgarski piłkarz, trener
  - Ronald Waterreus, holenderski piłkarz, bramkarz
- 1971:
  - Crash Holly, amerykański wrestler (zm. 2003)
  - Jariw Horowic, izraelski reżyser i scenarzysta filmowy
  - Piotr Iwaszka, białoruski biathlonista
  - Przemysław Termiński, polski przedsiębiorca, działacz społeczny i sportowy, polityk, senator RP
- 1972:
  - Artur Burszta, polski wydawca
  - Tony Dumas, amerykański koszykarz
  - Elmarie Gerryts, południowoafrykańska lekkoatletka, tyczkarka
  - Siniša Mali, serbski ekonomista, przestępca, polityk
  - Raul Ruiz, amerykański polityk, kongresman
  - Davide Sanguinetti, włoski tenisista
  - Róbert Tomaschek, słowacki piłkarz
- 1973:
  - Fatih Akın, niemiecki reżyser, scenarzysta i producent filmowy pochodzenia tureckiego
  - Bas van Dooren, holenderski kolarz górski
  - Hayko, ormiański piosenkarz (zm. 2021)
  - Martin Kuszew, bułgarski piłkarz
  - Ryūji Michiki, japoński piłkarz
  - Gianluca Rocchi, włoski sędzia piłkarski
  - Roar Uthaug, norweski reżyser filmowy
- 1974:
  - Mark Geiger, amerykański sędzia piłkarski
  - Bojan Kostreš, serbski polityk
  - Eric Millegan, amerykański aktor
  - Douglas Vandor, kanadyjski wioślarka
- 1975:
  - Arjan Beqaj, albański piłkarz, bramkarz
  - Sergio Galarza, boliwijski piłkarz, bramkarz
  - Jeremy Horn, amerykański zawodnik MMA
  - Hervé Nzelo-Lembi, kongijski piłkarz
  - Rhasaan Orange, amerykański aktor
  - Petria Thomas, australijska pływaczka
- 1976:
  - Małgorzata Buczkowska, polska aktorka
  - Iñaki Descarga, hiszpański piłkarz
  - Monika Kowalska, polska zapaśniczka
  - Alexander Skarsgård, szwedzki aktor
- 1977:
  - Diego Corrales, amerykański bokser (zm. 2007)
  - Jonathan Togo, amerykański aktor pochodzenia żydowskiego
  - Muamer Vugdalič, słoweński piłkarz pochodzenia bośniackiego
- 1978:
  - Marcus Mason, amerykański koszykarz
  - Cristian Oviedo, kostarykański piłkarz
  - Oliver Roggisch, niemiecki piłkarz ręczny
- 1979:
  - Carlos Alonso, nikaraguański piłkarz
  - Adina-Maria Hamdouchi, francuska szachistka, trenerka pochodzenia rumuńskiego
  - Marlon Harewood, angielski piłkarz pochodzenia barbadoskiego
  - Joanna Kupińska, polska aktorka
  - Deanna Nolan, amerykańsko-rosyjska koszykarka
  - Sarah Stieger, niemiecka kolarka górska
  - Krzysztof Śmiszek, polski prawnik, polityk, poseł na Sejm RP
  - Aleksandar Vuković, serbski piłkarz, trener
  - Hamza Yacef, algierski piłkarz
- 1980:
  - Lubomir Lubenow, bułgarski piłkarz
  - Jean-Charles Monneraye, francuski siatkarz
  - Juan Pablo Santiago, meksykański piłkarz
- 1981:
  - Rachel Bilson, amerykańska aktorka
  - Aleksiej Bugajew, rosyjski piłkarz
  - Zaur Həşimov, azerski piłkarz
  - Liza Jörnung, szwedzka lekkoatletka, tyczkarka
  - Jelena Konstantinowa, rosyjska siatkarka
  - Luigi Lavecchia, włoski piłkarz
  - Cezary Łukaszewicz, polski aktor
  - Seçkin Özdemir, turecki aktor
  - Camille Pin, francuska tenisistka
  - Jean-Julien Rojer, holenderski tenisista
- 1982:
  - Lucia Azzolina, włoska prawnik, wykładowczyni akademicka, polityk
  - Choi Min-kyung, południowokoreańska łyżwiarka szybka, specjalistka short tracku
  - Jung Jae-sung, południowokoreański badmintonista (zm. 2018)
  - Primož Pikl, słoweński skoczek narciarski
  - Matthias Steiner, niemiecki sztangista
- 1983:
  - Jairo Arrieta, kostarykański piłkarz
  - Anna Miszczenko, ukraińska lekkoatletka, biegaczka
  - Szymon Ruman, polski prawnik, urzędnik państwowy
  - Daniel Sarmiento, hiszpański piłkarz ręczny
- 1984:
  - Christian Castillo, salwadorski piłkarz
  - Soumbeïla Diakité, malijski piłkarz, bramkarz
  - Reza Jazdani, irański zapaśnik
  - Cezary Tomczyk, polski polityk, poseł na Sejm RP, rzecznik prasowy rządu
- 1985:
  - Marcus Böhme, niemiecki siatkarz
  - Katarzyna Dźwigalska, polska koszykarka
  - Rusłan Szarifullin, rosyjski narciarz dowolny
  - Marat Żaparow, kazachski skoczek narciarski
- 1986:
  - Rona Nishliu, kosowska piosenkarka, prezenterka radiowa
  - Zhao Yunlei, chińska badmintonistka
- 1987:
  - Paola Garcia, peruwiańska siatkarka
  - Katie Hill, amerykańska polityk, kongreswoman
  - Blake Lively, amerykańska aktorka
  - Amy Macdonald, szkocka piosenkarka
  - Vladimir Štimac, serbski koszykarz
  - Magdalena Tekiel, polska siatkarka
- 1988:
  - Alexandra Burke, brytyjska piosenkarka
  - Ouwo Moussa Maazou, nigerski piłkarz
  - Veronik Skorupka, niemiecka siatkarka
- 1989:
  - Facundo Conte, argentyński siatkarz
  - Amber Le Bon, brytyjska modelka
  - Nikola Malešević, serbski koszykarz
  - Hiram Mier, meksykański piłkarz
  - Devin Searcy, amerykański koszykarz
- 1990:
  - David Bustos, hiszpański lekkoatleta, biegacz średniodystansowy
  - Aras Bulut İynemli, turecki aktor
  - Everlyne Makuto, kenijska siatkarka
  - Salif Sané, senegalski piłkarz
  - Manon Valentino, francuska kolarka BMX
- 1991:
  - Luke Ayling, angielski piłkarz
  - Weronika Bochat-Piotrowska, polska aktorka
  - Tsgabu Grmay, etiopski kolarz szosowy
  - Iwan Nowosielcew, rosyjski piłkarz
  - Iiro Pakarinen, fiński hokeista
- 1992:
  - Angelica Mandy, brytyjska aktorka
  - Miyabi Natsuyaki, japońska piosenkarka
  - Ricardo Rodríguez Araya, szwajcarski piłkarz pochodzenia hiszpańsko-chilijskiego
  - Janae Smith, amerykańska koszykarka
- 1993:
  - Florin Croitoru, rumuński sztangista
  - Luis López, meksykański piłkarz
  - Bartosz Nowak, polski piłkarz
  - Kyle Russell, amerykański siatkarz
  - Bartłomiej Wawak, polski kolarz górski
  - Robert Wojcik, kanadyjski siatkarz pochodzenia polskiego
- 1994:
  - Paulo Díaz, chilijski piłkarz
  - Caris LeVert, amerykański koszykarz
  - Lovro Mihić, chorwacki piłkarz ręczny
  - Amber Rolfzen, amerykańska siatkarka
- 1995:
  - Jewhen Czumak, ukraiński piłkarz
  - Josh Perkins, amerykański koszykarz
  - Mark Stewart, brytyjski kolarz torowy i szosowy
- 1996 – Donis Avdijaj, kosowski piłkarz
- 1997:
  - Agata Dziarmagowska, polska piosenkarka
  - Jay Huff, amerykański koszykarz
  - Katie Ormerod, brytyjska snowboardzistka
- 1998:
  - Abraham Mateo, hiszpański aktor, piosenkarz
  - China Anne McClain, amerykańska piosenkarka, aktorka
- 1999 – Leon Vockensperger, niemiecki snowboardzista
- 2000:
  - Jared Butler, amerykański koszykarz
  - Vincenzo Cantiello, włoski piosenkarz, autor tekstów
  - Ahmed Madan, bahrajński kolarz szosowy
  - Nicki Nicole, argentyńska raperka, piosenkarka
  - Emerson Rodríguez, kolumbijski piłkarz
- 2002 – BoyWithUke, amerykański piosenkarz pochodzenia koreańskiego
- 2003:
  - A.J. Griffin, amerykański koszykarz
  - Jonas Schuster, austriacki skoczek narciarski
- 2004 – Alex Michelsen, amerykański tenisista
- 2006:
  - Andrea Kimi Antonelli, włoski kierowca wyścigowy
  - Kateřina Mrázková, czeska łyżwiarka figurowa

## Zmarli
- 79 – Pliniusz Starszy, rzymski pisarz, historyk (ur. 23)
- 383 – Gracjan, cesarz rzymski (ur. 359)
- 552 – Menas, ekumeniczny patriarcha Konstantynopola, święty prawosławny (ur. ?)
- 985 – Dytryk, margrabia Marchii Północnej (ur. ?)
- 1192 – Hugo III, książę Burgundii (ur. 1148)
- 1224 – Leone Brancaleone, włoski kardynał (ur. ?)
- 1270 – Ludwik IX Święty, król Francji, święty (ur. 1214)
- 1271 – Joanna, hrabina Tuluzy (ur. 1220)
- 1298 – Albrecht II Askańczyk, książę Saksonii-Wittenbergii (ur. ok. 1250)
- 1361 – Francesco degli Atti, włoski kardynał (ur. ?)
- 1381 – Jan III Paleolog, markiz Montferratu (ur. 1362)
- 1482 – Małgorzata Andegaweńska, królowa Anglii (ur. 1430)
- 1497 – Johann von Tieffen, wielki mistrz zakonu krzyżackiego (ur. ?)
- 1504 – Ludovico Podocathor, grecki duchowny katolicki, biskup Capaccio, administrator apostolski Benewentu, kardynał (ur. 1429)
- 1539 – Jakub von Salza, niemiecki duchowny katolicki, biskup wrocławski (ur. 1481)
- 1554 – Johann von Werden, niemiecki kupiec, burgrabia królewski, burmistrz Gdańska (ur. 1495)
- 1573 – Erdmannus Copernicus, niemiecki poeta, muzyk, kompozytor, prawnik (ur. ?)
- 1592 – Wilhelm IV Mądry, landgraf Hesji-Kassel (ur. 1532)
- 1603 – Jan Zborowski, polski szlachcic, hetman polny koronny (ur. 1538)
- 1613 – Dawid Gans, żydowski historyk, astronom, geograf, matematyk (ur. 1541)
- 1623 – Szymon Yempo, japoński jezuita, męczennik, błogosławiony (ur. 1580)
- 1624:
  - Ludwik Baba, japoński tercjarz franciszkański, męczennik, błogosławiony (ur. ?)
  - Michał Carvalho, portugalski jezuita, misjonarz, męczennik, błogosławiony (ur. 1579)
  - Ludwik Sasada, japoński franciszkanin, męczennik, błogosławiony (ur. ?)
  - Ludwik Sotelo, hiszpański franciszkanin, misjonarz, męczennik, błogosławiony (ur. 1574)
  - Piotr od św. Katarzyny Vazquez, hiszpański dominikanin, misjonarz, męczennik, błogosławiony (ur. 1590)
- 1628 – Dymitr Wejher, kasztelan gdański (ur. ok. 1578)
- 1632 – Thomas Dekker, angielski dramaturg (ur. ok. 1570)
- 1648 – Józef Kalasanty, hiszpański duchowny katolicki, założyciel zakonu pijarów, święty (ur. 1557)
- 1649 – Richard Crashaw, angielski poeta (ur. ok. 1612)
- 1665 – Elisabetta Sirani, włoska malarka (ur. 1638)
- 1680 – Symeon Połocki, rosyjski pisarz (ur. 1629)
- 1685 – Francisco de Herrera (młodszy), hiszpański malarz, architekt (ur. 1622)
- 1688 – Henry Morgan, walijski pirat (ur. ok. 1635)
- 1699 – Chrystian V, król Danii i Norwegii (ur. 1646)
- 1700 – Francesco Bonvisi, włoski kardynał, nuncjusz apostolski (ur. 1626)
- 1711 – Edward Villiers, brytyjski arystokrata, polityk (ur. 1565)
- 1723 – Nicolas de La Mare, francuski prawnik, publicysta (ur. 1639)
- 1734 – Miguel Jacinto Meléndez, hiszpański malarz (ur. 1679)
- 1759 – Johann Adolf von Loß, saski dyplomata, polityk (ur. 1690)
- 1768 – Johann Conrad Seekatz, niemiecki malarz  (ur. 1719)
- 1774 – Niccolò Jommelli, włoski kompozytor (ur. 1714)
- 1776 – David Hume, szkocki filozof, pisarz, historyk (ur. 1711)
- 1794 – Leopold August Abel, niemiecki skrzypek, kompozytor, dyrygent (ur. 1718)
- 1805 – Wilhelm Henryk Hanowerski, książę Brunszwiku i Lüneburga oraz Wielkiej Brytanii i Irlandii, marszałek polny (ur. 1743)
- 1807:
  - Franciszek Dionizy Kniaźnin, polski pisarz (ur. 1749 lub 1750)
  - Christian Kraus, niemiecki filozof (ur. 1753)
- 1819 – James Watt, szkocki inżynier, wynalazca (ur. 1736)
- 1822 – William Herschel, brytyjski astronom, konstruktor teleskopów, kompozytor pochodzenia niemieckiego (ur. 1738)
- 1828 – Robert Trimble, amerykański prawnik (ur. 1776)
- 1834 – Antoni Trębicki, polski prawnik, polityk, pisarz, pamiętnikarz (ur. 1765)
- 1836 – (lub 26 sierpnia) William Elford Leach, brytyjski zoolog, biolog morski (ur. 1891)
- 1841 – Bjarni Thorarensen, islandzki poeta (ur. 1786)
- 1843 – Friedrich Sigismund Leuckart, niemiecki lekarz, zoolog, parazytolog (ur. 1794)
- 1846 – Giuseppe Acerbi, włoski archeolog, przyrodnik, pisarz, muzyk (ur. 1773)
- 1849 – Adele Schopenhauer, niemiecka pisarka (ur. 1797)
- 1850 – Iwan Skwarcow, rosyjski kupiec, przedsiębiorca budowlany (ur. ok. 1788)
- 1860 – Johan Ludvig Heiberg, duński pisarz (ur. 1791)
- 1867 – Michael Faraday, brytyjski fizyk, chemik (ur. 1791)
- 1868 – Ludwik Łętowski, polski duchowny katolicki, biskup pomocniczy krakowski, historyk, literat, polityk (ur. 1786)
- 1876 – Auguste Axenfeld, francuski lekarz, malarz pochodzenia żydowskiego (ur. 1825)
- 1881 – Cyriak Accord, polski inżynier budowy dróg, działacz niepodległościowy, uczestnik powstania styczniowego (ur. 1826)
- 1885 – Maria del Transito od Jezusa Sakramentalnego, argentyńska zakonnica, błogosławiona (ur. 1821)
- 1890:
  - Irene Morales, chilijska żołnierka (ur. 1865)
  - Levin Rauch, chorwacki polityk, ban Chorwacji (ur. 1819)
- 1894 – Celia Thaxter, amerykańska poetka, pisarka (ur. 1835)
- 1896:
  - Teodora Matejko, żona Jana (ur. 1846)
  - Antoni Rosner, polski dermatolog pochodzenia żydowskiego (ur. 1831)
  - Hamad ibn Suwajni, sułtan Zanzibaru (ur. 1857)
- 1897 – Émile Théodore Léon Gautier, francuski historyk literatury (ur. 1832)
- 1899 – Lucien Quélet, francuski mikolog (ur. 1832)
- 1900:
  - (lub 23 sierpnia) Kiyotaka Kuroda, japoński polityk, premier Japonii (ur. 1840)
  - Friedrich Nietzsche, niemiecki filozof, filolog klasyczny, prozaik, poeta (ur. 1844)
- 1903 – Bronisław Bieńkowski, polski filolog klasyczny, pedagog (ur. 1848)
- 1904 – Henri Fantin-Latour, francuski malarz, litograf (ur. 1836)
- 1908 – Henri Becquerel, francuski fizyk, chemik, laureat Nagrody Nobla (ur. 1852)
- 1911 – Henriette Hirschfeld-Tiburtius, niemiecka stomatolog (ur. 1834)
- 1915 – Aleksandr Wrangel, rosyjski prawnik, dyplomata, podróżnik (ur. 1833)
- 1918:
  - Wiesław Olszewski, polski chorąży (ur. 1895)
  - Warłaam (Konopliow), rosyjski duchowny prawosławny, nowomęczennik (ur. 1858)
  - Stanisław Trusiewicz, polski działacz komunistyczny, publicysta (ur. 1870)
- 1919 – Viktor Knorre, rosyjski astronom pochodzenia niemieckiego (ur. 1840)
- 1922 – Józef Mikołaj Potocki, polski ziemianin, podróżnik, polityk (ur. 1862)
- 1925:
  - Franz Conrad von Hötzendorf, austro-węgierski feldmarszałek (ur. 1852)
  - Kazimierz Morawski, polski filolog klasyczny, historyk (ur. 1852)
- 1926 – Thomas Moran, amerykański malarz, akwaforcista, litograf, ilustrator, fotograf (ur. 1837)
- 1928 – Artur Reiski, polski baron, historyk, genealog, heraldyk, prawnik (ur. 1857)
- 1929 – Olaf Falk, szwedzki bokser (ur. 1905)
- 1930 – Pedro Fernández Durán, hiszpański arystokrata, kolekcjoner dzieł sztuki (ur. 1846)
- 1934 – Kazimierz Hącia, polski prawnik, ekonomista, polityk, minister przemysłu i handlu (ur. 1877)
- 1935 – Mack Swain, amerykański aktor (ur. 1876)
- 1936:
  - Iwan Bakajew, radziecki funkcjonariusz służb specjalnych, polityk (ur. 1887)
  - Grigorij Jewdokimow, radziecki działacz bolszewicki, polityk (ur. 1884)
  - Lew Kamieniew, radziecki działacz bolszewicki, polityk, przewodniczący Centralnego Komitetu Wykonawczego pochodzenia żydowskiego (ur. 1883)
  - Siergiej Kamieniew, radziecki dowódca wojskowy (ur. 1881)
  - Maria von Linden, niemiecka zoolog, wykładowczyni akademicka (ur. 1869)
  - Riczard Pikiel, radziecki polityk, działacz kulturalny (ur. 1896)
  - Iwan Smirnow, radziecki działacz bolszewicki, polityk (ur. 1881)
  - Grigorij Zinowjew, radziecki działacz bolszewicki, polityk, przewodniczący Komitetu Wykonawczego Kominternu (ur. 1883)
- 1937:
  - Lew Borowicz, radziecki funkcjonariusz służb specjalnych pochodzenia żydowskiego (ur. 1896)
  - Kazimierz Gede, polski malarz, grafik (ur. 1909)
- 1938:
  - Johannes van Dijk, holenderski wioślarz (ur. 1868)
  - George Gaidzik, amerykański skoczek do wody pochodzenia polskiego (ur. 1885)
  - Aleksandr Kuprin, rosyjski pisarz pochodzenia tatarskiego (ur. 1870)
- 1939 – Jan Vos, holenderski piłkarz (ur. 1888)
- 1940:
  - Édouard Michelin, francuski przemysłowiec, wynalazca (ur. 1859)
  - Jan Orleański, książę de Guise (ur. 1874)
  - Tadeusz Staniewski, polski działacz społeczny i polityczny, powstaniec wielkopolski, delegat na Polski Sejm Dzielnicowy, burmistrz Swarzędza (ur. 1873)
- 1941:
  - Gholamali Bajandor, irański kontradmirał (ur. 1898)
  - Ferdynand Jacobi, polski duchowny katolicki, katecheta, pedagog (ur. 1882)
  - Clarence Platt, amerykański strzelec sportowy (ur. 1873)
  - James Ward, angielski piłkarz (ur. 1865)
- 1942:
  - Karol Benda, polski aktor (ur. 1893)
  - Adolf Gancwol-Ganiewski, polski fotograf pochodzenia żydowskiego (ur. 1870)
  - Jerzy, książę Kentu (ur. 1902)
  - Adam Korytowski, polski generał brygady (ur. 1886)
  - Józef Lewartowski, polski działacz komunistyczny i społeczny pochodzenia żydowskiego (ur. 1895)
- 1943 – Paul von Eltz-Rübenach, niemiecki polityk nazistowski, minister poczty i transportu (ur. 1875)
- 1944 – Polegli w powstaniu warszawskim:
  - Stanisław Leopold, polski harcmistrz, podporucznik, żołnierz AK (ur. 1918)
  - Romuald Minkiewicz, polski bilog, dramaturg, poeta (ur. 1878)
  - Stanisław Patek, polski prawnik, adwokat, polityk, minister spraw zagranicznych, senator RP (ur. 1866)
  - Jerzy Rządkowski, polski podporucznik, żołnierz AK (ur. 1922)
- 1944:
  - Wasilij Aleksiejew, radziecki generał porucznik wojsk pancernych (ur. 1900)
  - Wiera Bielik, radziecka porucznik lotnictwa (ur. 1921)
  - Musa Cälil, tatarski poeta (ur. 1906)
  - Jan Hajduga, polski aktor (ur. 1893)
  - Tatjana Makarowa, radziecka porucznik lotnictwa (ur. 1920)
  - Teresio Martinoli, włoski pilot wojskowy, as myśliwski (ur. 1917)
- 1945 – Willis Augustus Lee, amerykański wiceadmirał (ur. 1888)
- 1946 – Jefim Zybin, radziecki generał major, kolaborant (ur. 1894)
- 1950:
  - Dezyderiusz Danczowski, polski wiolonczelista, pedagog (ur. 1891)
  - Nikołaj Kiriłłow, radziecki generał major (ur. 1897)
  - Pawieł Poniedielin, radziecki generał major (ur. 1893)
  - Ernest Sym, polski biochemik, enzymolog pochodzenia austriackiego (ur. 1893)
- 1951 – John J. McGrath, amerykański polityk (ur. 1872)
- 1952 – Jocelyn Percy, brytyjski generał (ur. 1871)
- 1953 – Władimir Łazariewski, rosyjski publicysta, tłumacz, działacz emigracyjny (ur. 1897)
- 1955:
  - Colin Campbell, brytyjski hokeista na trawie (ur. 1887)
  - Rakuten Kitazawa, japoński malarz (ur. 1876)
- 1956 – Alfred Kinsey, amerykański biolog, seksuolog (ur. 1894)
- 1957 – Leo Perutz, austriacki pisarz (ur. 1882)
- 1958:
  - Leo Blech, niemiecki kompozytor, dyrygent (ur. 1871)
  - Jerzy Dulewicz, polski artysta fotograf (ur. 1858)
- 1959 – Stanisław Śliwiński, polski prawnik, wykładowca akademicki (ur. 1887)
- 1960:
  - Fazył Karibżanow, kazachski i radziecki polityk (ur. 1912)
  - Ali Mahir, egipski polityk, premier Egiptu (ur. 1882)
- 1961:
  - Marian Górski, polski chemik, wykładowca akademicki (ur. 1886)
  - Morris Travers, brytyjski chemik, wykładowca akademicki (ur. 1872)
- 1963:
  - Iwan Bahriany, ukraiński pisarz, publicysta, polityk (ur. 1907)
  - Wołodymyr Doroszenko, ukraiński polityk, bibliograf, literaturoznawca (ur. 1879)
  - Adolf Humeniuk, polski generał brygady (ur. 1918)
- 1965:
  - Jerzy Golcz, polski inżynier elektryk, taternik, alpinista (ur. 1904)
  - Johnny Hayes, amerykański lekkoatleta, maratończyk (ur. 1886)
- 1966 – Zoltán Schenker, węgierski szermierz (ur. 1880)
- 1967:
  - Stanley Bruce, australijski polityk, premier Australii (ur. 1883)
  - Paul Muni, amerykański aktor pochodzenia żydowskiego (ur. 1895)
  - Wincenty Skrzypczak, kawaler Orderu Virtuti Militari (ur. 1897)
- 1969 – Harry Hess, amerykański wojskowy, geolog (ur. 1906)
- 1970 – Jerzy Alber-Siemieniak, polski aktor (ur. 1912)
- 1971:
  - Thorleif Kristoffersen, norweski żeglarz sportowy (ur. 1900)
  - Edmund Ferdynand Radziwiłł, polski książę, rotmistrz (ur. 1906)
- 1972 – Magnus Konow, norweski przedsiębiorca, żeglarz sportowy (ur. 1887)
- 1974 – Caberto Conelli, włoski kierowca wyścigowy (ur. 1889)
- 1975 – Lidija Fotijewa, rosyjska rewolucjonistka, działaczka komunistyczna (ur. 1881)
- 1976:
  - Eyvind Johnson, szwedzki pisarz, laureat Nagrody Nobla (ur. 1900)
  - Mieczysław Münz, polsko-amerykański pianista (ur. 1900)
- 1977 – Alojzy Bordino, włoski pielęgniarz, błogosławiony (ur. 1922)
- 1978 – Zygmunt Wdowiszewski, polski historyk, genealog, heraldyk, archiwista, numizmatyk (ur. 1894)
- 1979:
  - Czesław Kalinowski, polski aktor (ur. 1906)
  - Stan Kenton, amerykański muzyk jazzowy (ur. 1911)
  - Alberto Ruz Lhuillier, meksykański archeolog (ur. 1906)
- 1980:
  - Joseph Godber, brytyjski polityk (ur. 1914)
  - Czesław Klimuszko, polski duchowny katolicki, franciszkanin, jasnowidz, zielarz, medium, parapsycholog (ur. 1905)
  - Jadwiga Pierzchalanka, polska taterniczka, grotołazka, narciarka wysokogórska (ur. 1905)
- 1981 – Joris Verhaegen, belgijski związkowiec, polityk (ur. 1921)
- 1982 – Anna German, polska piosenkarka, kompozytorka, aktorka (ur. 1936)
- 1983 – Janina Tworek-Pierzgalska, polska artystka, pedagog (ur. 1933)
- 1984:
  - Jacques Besson, szwajcarski kolarz torowy (ur. 1918)
  - Truman Capote, amerykański pisarz, scenarzysta filmowy (ur. 1924)
  - Stefan Wójcik, polski koszykarz (ur. 1930)
  - Turrell Wylie, amerykański tybetolog (ur. 1927)
- 1985 – Samantha Reed Smith, amerykańska uczennica, działaczka pokojowa (ur. 1972)
- 1989:
  - Frank Henry, amerykański jeździec sportowy (ur. 1909)
  - Roman Palester, polski kompozytor (ur. 1907)
- 1990:
  - Morley Callaghan, kanadyjski dziennikarz, prozaik, dramaturg (ur. 1903)
  - David Hampshire, brytyjski kierowca wyścigowy (ur. 1917)
- 1991:
  - Niven Busch, amerykański prozaik, scenarzysta filmowy (ur. 1903)
  - Alessandro Dordi, włoski duchowny katolicki, misjonarz, męczennik, błogosławiony (ur. 1931)
- 1992:
  - Roy Bester, południowoafrykański żużlowiec (ur. 1928)
  - Leon Łustacz, polski pułkownik, prawnik, wykładowca akademicki (ur. 1914)
  - Veikko Peräsalo, fiński lekkoatleta, skoczek wzwyż (ur. 1912)
- 1993 – Tadeusz Bochenek, polski polityk, poseł na Sejm PRL (ur. 1913)
- 1994 – Edmund Kosiarz, polski komandor porucznik, pisarz, dziennikarz (ur. 1929)
- 1995 – Setsuko Matsudaira, japońska księżna (ur. 1909)
- 1996 – Reinhard Libuda, niemiecki piłkarz (ur. 1943)
- 1997 – Robert Pinget, francuski pisarz (ur. 1919)
- 1998:
  - Feliks Gadomski, polski prawnik, dziennikarz (ur. 1898)
  - Bob Montgomery, amerykański bokser (ur. 1919)
- 1999 – Rino Carlesi, włoski duchowny katolicki, prałat terytorialny Santo Antônio de Balsas, biskup Balsas (ur. 1922)
- 2000:
  - Carl Barks, amerykański scenarzysta filmów animowanych, rysownik (ur. 1901)
  - Leo Barnhorst, amerykański koszykarz (ur. 1924)
- 2001:
  - Aaliyah, amerykańska piosenkarka, aktorka (ur. 1979)
  - Andrzej Bryg, polski aktor (ur. 1961)
  - John Chambers, amerykański charakteryzator (ur. 1923)
  - Philippe Léotard, francuski aktor (ur. 1940)
  - Wacław Skomorucha, polski duchowny katolicki, biskup pomocniczy siedlecki (ur. 1915)
- 2002 – Karolina Lanckorońska, polska historyk sztuki, pisarka, działaczka emigracyjna (ur. 1898)
- 2003:
  - Romuald Paszkiewicz, polski siatkarz, trener (ur. 1941)
  - Natan Stratijewski, radziecki pilot wojskowy, as myśliwski (ur. 1920)
- 2004 – Marcelo González Martín, hiszpański duchowny katolicki, arcybiskup Toledo, kardynał (ur. 1918)
- 2005:
  - Peter Glotz, niemiecki socjolog, działacz Związku Wypędzonych (ur. 1939)
  - Georgi Iliew, bułgarski przedsiębiorca, działacz piłkarski (ur. 1966)
- 2006:
  - Noor Hassanali, trynidadzko-tobagijski polityk, prezydent Trynidadu i Tobago (ur. 1918)
  - Józef Klimek, polski malarz, medalier, scenograf (ur. 1918)
  - Kirił Rakarow, bułgarski piłkarz (ur. 1932)
- 2007:
  - Raymond Barre, francuski polityk, premier Francji (ur. 1924)
  - Conrad Drzewiecki, polski tancerz, choreograf, reformator baletu (ur. 1926)
  - Edouard Gagnon, kanadyjski kardynał (ur. 1918)
  - László Gyurkó, węgierski pisarz (ur. 1930)
- 2008:
  - Kevin Duckworth, amerykański koszykarz (ur. 1964)
  - Roza Lallemand, francuska szachistka pochodzenia rosyjskiego (ur. 1961)
  - Mychajło Syrota, ukraiński polityk (ur. 1956)
  - Josef Tal, izraelski pianista, kompozytor, pedagog (ur. 1910)
- 2009:
  - Ted Kennedy, amerykański polityk (ur. 1932)
  - Mirja Lehtonen, fińska biegaczka narciarska (ur. 1942)
- 2011:
  - Łazar Mojsow, macedoński polityk, prezydent Jugosławii (ur. 1920)
  - Eugene Nida, amerykański językoznawca, lingwista, teoretyk przekładu biblijnego (ur. 1914)
- 2012:
  - Florencio Amarilla, paragwajski piłkarz (ur. 1935)
  - Neil Armstrong, amerykański pilot wojskowy, astronauta (ur. 1930)
  - Georg Feuerstein, niemiecki filozof, historyk religii, indolog, jogin (ur. 1947)
  - Jurij Gurow, rosyjski wokalista, członek zespołu Łaskowyj Maj (ur. 1971)
- 2013:
  - Gilmar, brazylijski piłkarz (ur. 1930)
  - Bobby Hoff, amerykański pokerzysta (ur. 1939)
- 2014:
  - Stanisław Bąba, polski językoznawca (ur. 1939)
  - Karl Molitor, szwajcarski narciarz alpejski (ur. 1920)
  - Jan Słomski, polski lekarz, polityk, poseł na Sejm PRL (ur. 1924)
  - Longin (Tałypin), rosyjski duchowny prawosławny, biskup kliński (ur. 1946)
- 2015:
  - Thomas Donato, amerykański duchowny katolicki pochodzenia włoskiego, biskup pomocniczy Newark (ur. 1940)
  - Frank E. Petersen, amerykański generał (ur. 1932)
- 2016:
  - Jerzy Bożyk, polski żużlowiec (ur. 1952)
  - James Cronin, amerykański fizyk jądrowy, laureat Nagrody Nobla (ur. 1931)
  - Jerzy Górzański, polski prozaik, poeta, felietonista, autor słuchowisk radiowych (ur. 1938)
  - Anna Kurska, polska prawnik, adwokat, sędzia, polityk, senator RP (ur. 1929)
  - Sonia Rykiel, francuska projektantka mody (ur. 1930)
  - Rudy Van Gelder, amerykański inżynier dźwięku (ur. 1924)
- 2018:
  - Dieudonné Bogmis, kameruński duchowny katolicki, biskup Eséka (ur. 1955)
  - Janusz Kantorski, polski trener koszykarski (ur. 1944)
  - Henryk Kucharski, polski strażak, działacz społeczny (ur. 1923)
  - John McCain, amerykański pilot wojskowy, polityk (ur. 1936)
  - Tadeusz Rudolf, polski polityk, minister pracy, płac i spraw socjalnych (ur. 1926)
- 2019:
  - Ferdinand Piëch, austriacki przedsiębiorca, prezes zarządu Volkswagen AG (ur. 1937)
  - Janusz Zielonacki, polski dziennikarz, reżyser filmów dokumentalnych (ur. 1944)
- 2020:
  - Laurent Akran Mandjo, iworyjski duchowny katolicki, biskup Yopougon (ur. 1940)
  - Roman Ney, polski geolog, polityk, poseł na Sejm RP (ur. 1931)
  - Hippolyte Simon, francuski duchowny katolicki, arcybiskup Clermont-Ferrand (ur. 1944)
  - Arnold Spielberg, amerykański elektrotechnik, projektant komputerowy (ur. 1917)
- 2021:
  - Gerry Ashmore, brytyjski kierowca wyścigowy (ur. 1936)
  - Gunilla Bergström, szwedzka pisarka (ur. 1942)
  - January Bień, polski inżynier, polityk, senator RP (ur. 1943)
  - Mario Guilloti, argentyński bokser (ur. 1946)
  - Milan Gutović, serbski aktor (ur. 1946)
  - Ileana Gyulai-Drîmbă, rumuńska florecistka (ur. 1946)
  - Dawid Słowakiewicz, polski hokeista (ur. 1984)
- 2022:
  - Konrad Czapiewski, polski geograf, wykładowca akademicki (ur. 1979)
  - Nasho Jorgaqi, albański pisarz, scenarzysta filmowy (ur. 1931)
  - Dale Melczek, amerykański duchowny katolicki, biskup pomocniczy Detroit, biskup Gary pochodzenia polskiego (ur. 1938)
  - Nel Noddings, amerykańska filozof, feministka, wykładowczyni akademicka (ur. 1929)
  - Herman Van Springel, belgijski kolarz szosowy (ur. 1943)
- 2023:
  - Maria Teresa Chojnacka, polska artystka, twórczyni tkaniny artystycznej (ur. 1931)
  - Siergiej Fiłatow, rosyjski działacz społeczny, polityk (ur. 1936)
  - Bohdan Lapis, polski historyk, wykładowca akademicki (ur. 1944)
- 2024:
  - Salim al-Huss, libański polityk, minister spraw zagranicznych, premier i prezydent Libanu (ur. 1929)
  - Adam Jankowski, polski pediatra, profesor nauk medycznych (ur. 1943)
  - Zbigniew Kwieciński, polski pedagog i socjolog wychowania, profesor nauk humanistycznych (ur. 1941)